# رفقة (قديسة)
رفقة (29 حزيران 1832- 23 مارس 1914)، قديسة وشهيدة وشخصية مبجلة عند الأقباط، ولدت في حملايا وهي إحدى قرى المتن الشمالي بالقرب من بكفيا. تحيي الكنيسة القبطية الأرثوذكسية في اليوم السابع من شهر توت القبطي، والسابع عشر من شهر سبتمبر الميلادي، ذكرى استشهاد القديسة رفقة وأولادها الخمسة على يد الإمبراطور دقلديانوس.

## حياتها
ولدت القدّيسة رفقة في حملايا في يوم عيد القدّيسين بطرس وبولس وكانت وحيدة لوالديها (مراد صابر الشبق الريّس) و(رفقا الجميّل). قَبِلَت سرّ العماد المقدّس في 7 تموز سنة 1832، ودُعيت بطرسية. نشأت على حب الله وكانت مواظبة على الصلاة. في عام 1839 توفيت والدتها وكانت رفقة تبلغ من العمر سبع سنوات.
عانى والدها من الفقر والضيق فأرسلها إلى دمشق سنة 1843 لتخدم في بيت أسعد البدوي اللبنانيّ الأصل لمدة أربع سنوات. عادت رفقا إلى منزلها عام 1847، فوجدت أن والدها قد تزوج في غيابها فآلمها ذلك كثيرًا.
كانت رفقة فتاة جميلة الطّلعة، حلوة المعشر، خفيفة الرّوح، تقيّة وديعة. رغبت خالتها أن تزوجها بابنها، بينما كانت زوجة أبيها تريد تزوجها بشقيقها، ممّا أدّى إلى خصامٍ بينهما. قحزِنَت رفقا لهذا الخلاف، واختارت اعتناق الحالة الرّهبانيّة.

## استشهادها
عاشت رفقة وأولادها الخمسة في عصر الإمبراطور دقلديانوس في مدينة قوص بصعيد مصر، وهو العصر الذي تعرض فيه المسيحيين لابشع أنواع الاضطهاد. رأت في منامها الملاك ميخائيل يبشرها بالاستشهاد قرب الإسكندرية فوزعت أموالهما على المحتاجين وتأهبت هي وأبنهؤها لنيل الشهادة.
طلب الوالي منها ومن وأولادها الخمسة عبادة الأوثان وإنكار الإيمان المسيحي حاول الوالي إغراءهم بالهدايا وهددهم بالموت إن اعترفوا باسم المسيح لكنهم رفضوا جميعا، أشار البعض على الوالي أن يرسلهم إلى أرمانيوس وإلى الإسكندرية، وقد عذبهم الوالي وصلبهم وحرقهم حتى استشهدوا جميعًا.

## مواضيع مرتبطة
- أقباط
- تاريخ مصر المسيحية
- معهد الدراسات القبطية
- كنيسة قبطية أرثوذكسية
- توماس السائح
- ثيؤدوره
- أبولونيا (قديسة)
- مارينا الراهبة
- بائيسة